# Evángelos Diamantópoulos
Evángelos Diamantópoulos (en grec moderne : Ευάγγελος Διαμαντόπουλος) est un homme politique grec.

## Biographie
Aux élections législatives grecques de janvier 2015, il est élu député au Parlement hellénique sur la liste de la SYRIZA dans la circonscription de Kastoria.
Le 21 août 2015, il quitte la SYRIZA avec vingt-quatre autres députés dissidents pour créer Unité populaire.